# Lugarda de Tongeren

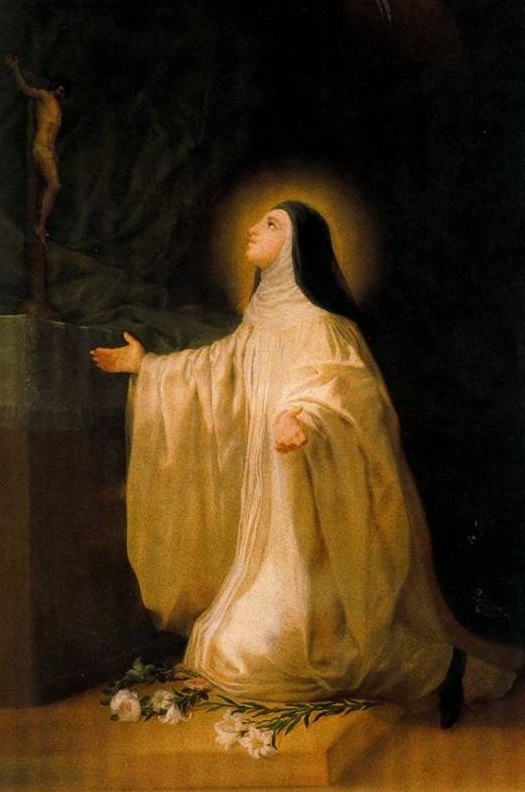
Lugarda, por Goya

Lugarda de Tongeren (em latim: Liutgarda, Liudgard ou Lugarda; Tongeren, 1182 – Aywieres, 16 de junho de 1246) foi uma monja católica flamenga venerada como santa pela Igreja Católica. É santa padroeira dos convertidos e das recomendações das almas do purgatório.
Sua morte é cercada de lendas, ocorreu em 16 de junho de 1246, aos 64 anos de idade, ainda hoje inspiram lendas.
Uma das místicas mais notáveis dos séculos doze e treze. Aos doze anos foi recomendada às monjas beneditinas do convento de Santa Catarina. Teve a graça de compartilhar, misticamente, o sofrimento de Jesus Cristo, quando meditava sobre Sua Paixão; nessas ocasiões, apareciam sobre sua fronte pequenas gotas de sangue. Sentia como próprias os dores dos seres humanos. Fazia doze anos que Lugarda vivia no convento de Santa Catarina, quando sentiu chamada a prosseguir as regras mais estritas dos cistercienses. Decidiu entrar à casa do Cister em Aywieres. Deus lhe concedeu poderes para curar enfermidades, para profetizar e conhecer o significado das Sagradas Escrituras. Onze anos antes de morrer perdeu a visão, assumiu este dor com a alegria, entendendo-a como uma graça de Deus para desprende-la mais do mundo visível. A Beata Maria de Oignies assegurava que nada havia tão eficaz para conseguir a conversão dos pecadores e a libertação das almas do purgatório, como as orações de Santa Lugarda. Faleceu a noite anterior à festa da Santíssima Trindade, precisamente quando começava o ofício noturno para no domingo.